# Olav Lundanes
Olav Lundanes (Ålesund, 11 novembre 1987) è un orientista norvegese.
Ha vinto i campionati mondiali su lunga distanza del 2010 a Trondheim e del 2012 vicino a Losanna. Ha avuto anche la medaglia d'argento dei campionati mondiali a staffetta nel 2010 coi compagni Audun Weltzien e Carl Waaler Kaas e nel 2011 in Savoia ancora con Carl Waaler Kaas e Anders Nordberg. In Francia è giunto anche terzo nella media distanza.
Nel 2012 ai campionati europei in Svezia ha vinto l'oro nella media e nella lunga distanza. Ai mondiali giovanili del 2005 a Tenero-Contra, in Svizzera, ha vinto la staffetta e la lunga distanza. Ha vinto anche la lunga e la media distanza dei mondiali juniores del 2007 a Dubbo (Australia).